# Noravank
Noravank (in armeno Նորավանք?) è un monastero del XIII secolo, vicino alla città di Yeghegnadzor, in Armenia.
È situato a 122 km da Erevan in una stretta gola del fiume Amaghu.
La gola è nota per la sua altezza e per le pareti a picco di colore rosso mattone poste di fronte al monastero.
Il cuore del monastero è costituito dalla chiesa a due piani di S. Astvatsatsin, la Santa Madre di Dio in armeno.
L'accesso al secondo piano è garantito da una stretta scala di pietre sporgenti dalla facciata della costruzione.
Il monastero è talvolta chiamato Amaghu-Noravank, dal nome del villaggio di Amaghu al di sopra del canyon, per distinguerlo da Bgheno-Noravank, nei pressi di Goris.
Nei secoli XIII e XIV il monastero divenne residenza dei vescovi di Syunik e, di conseguenza. un importante centro religioso e, in seguito, culturale dell'Armenia.

## Galleria d'immagini

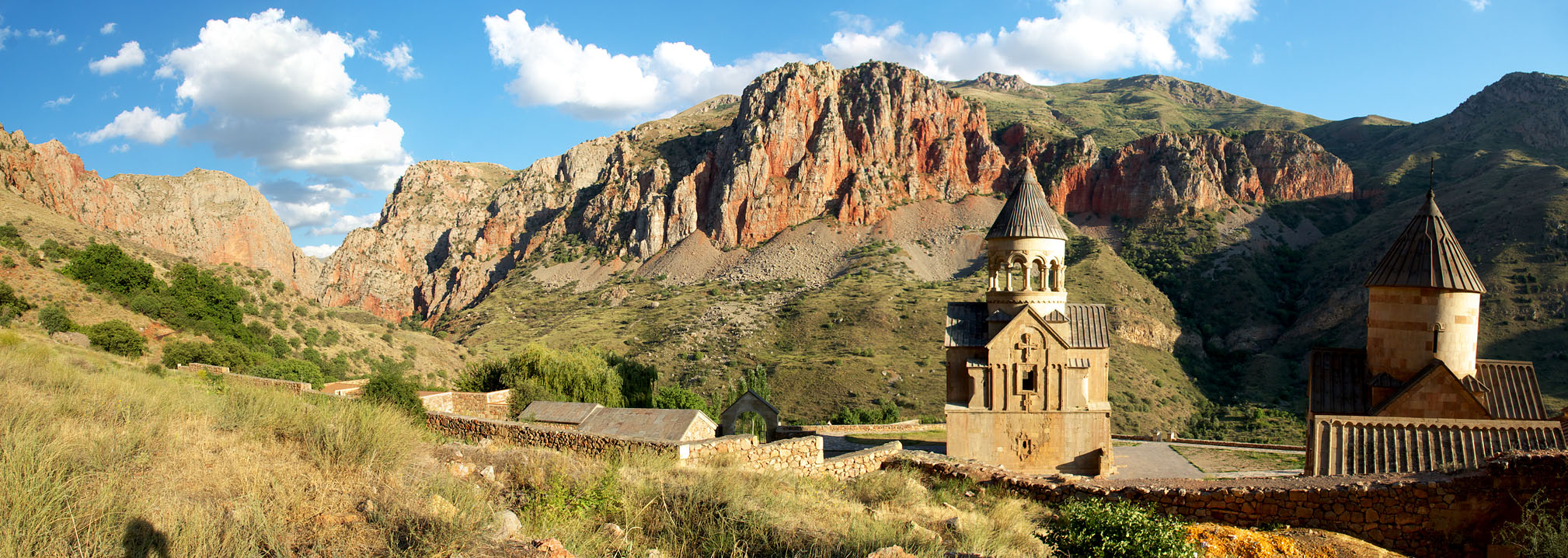
Panorama del Monastero di Noravank e della valle di Amaghu

Complesso del Monastero di Noravank
Noravank
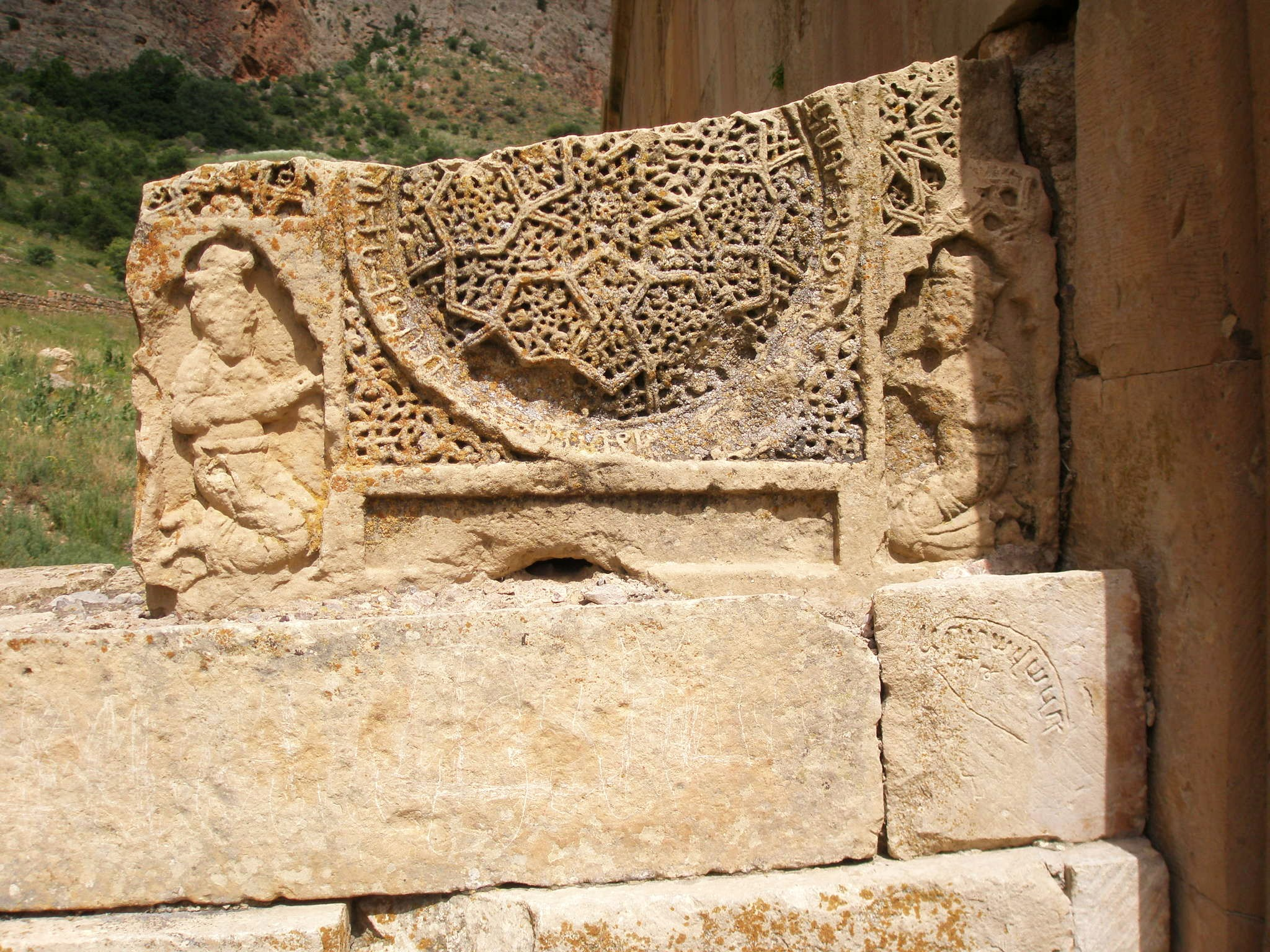
khachkar spezzati
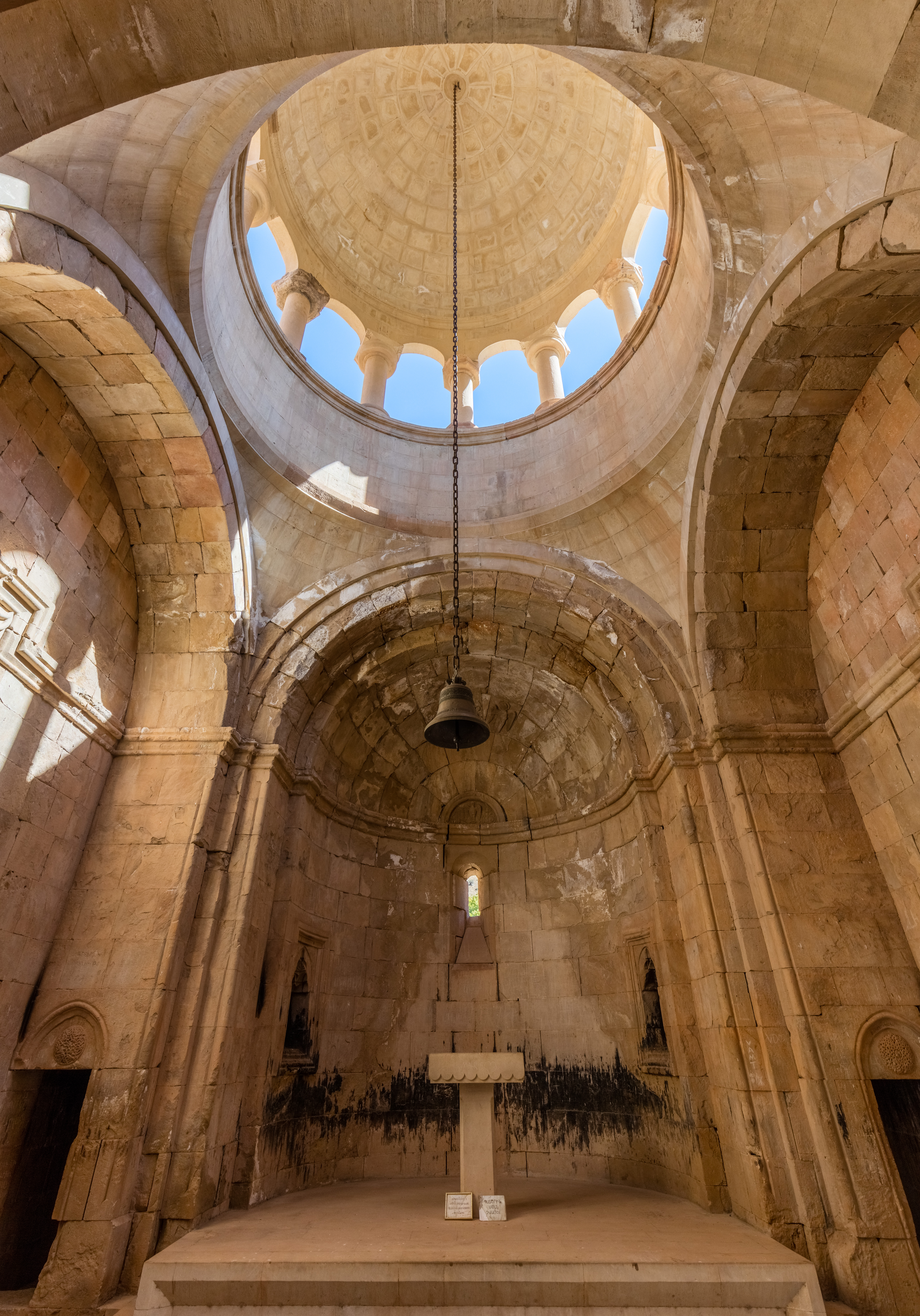
Interno di Surb Astvatsatsin
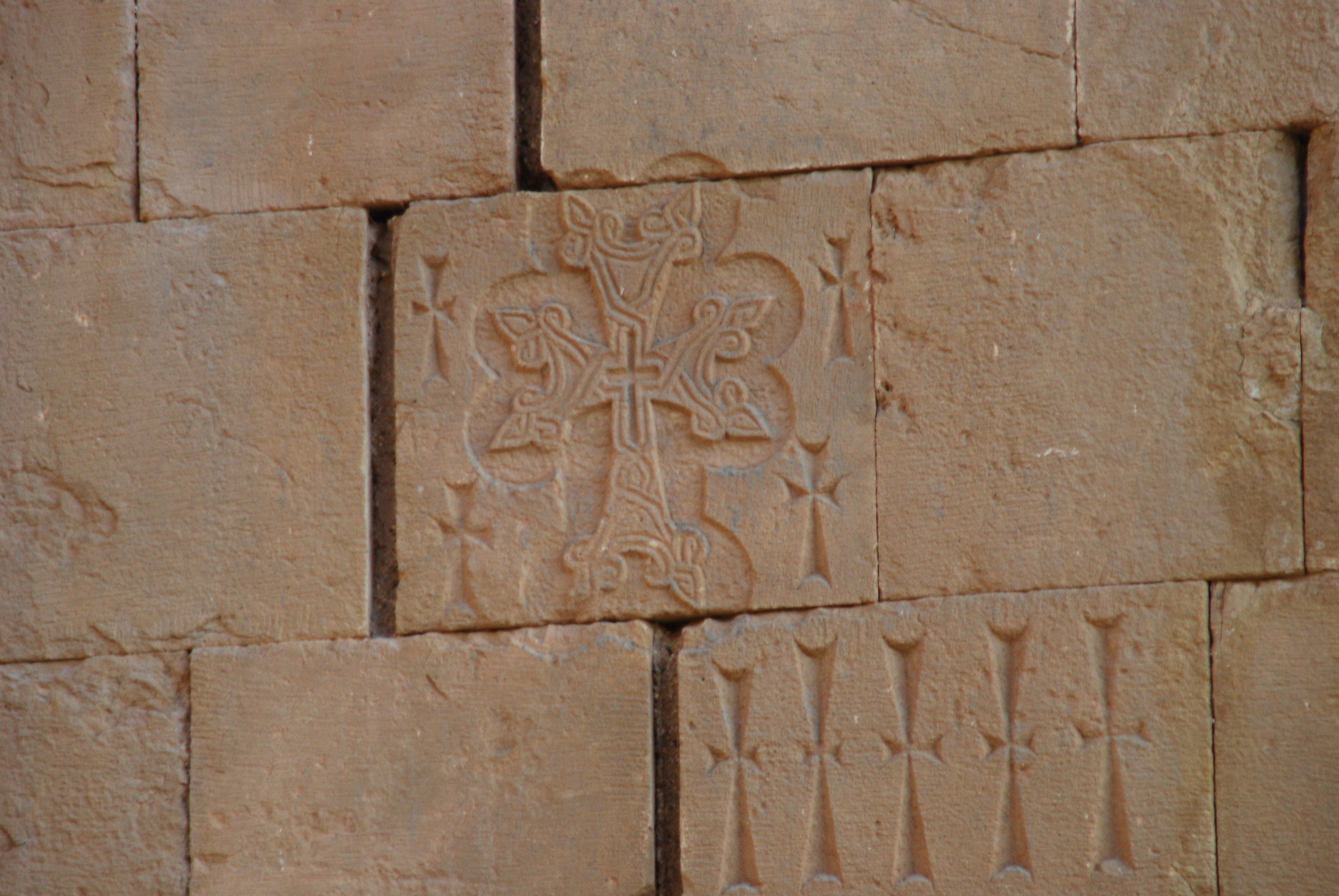
decorazioni cruciformi sui muri della chiesa di S. Astvatsatsin
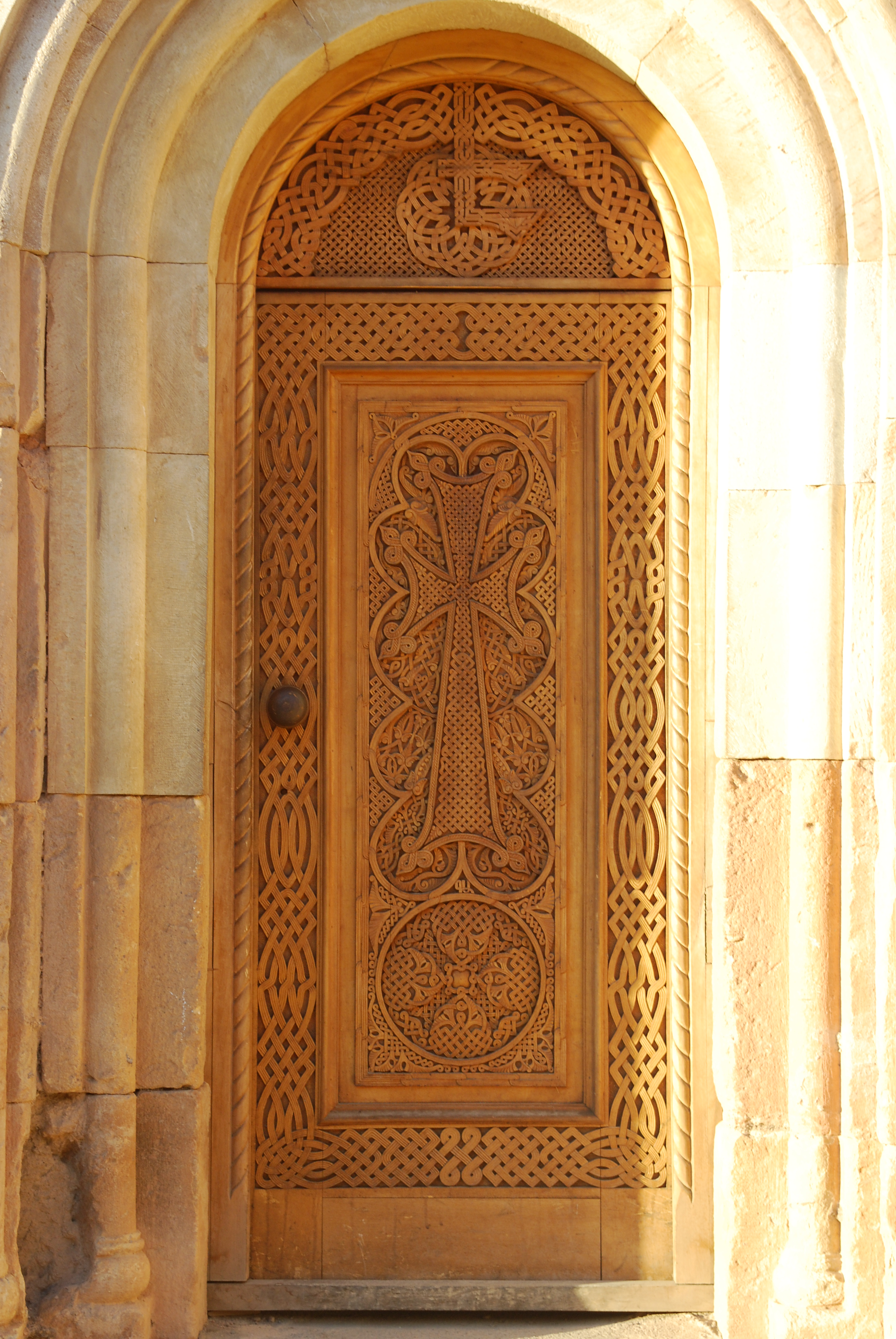
L'ingresso meridionale della chiesa di S. Karapet
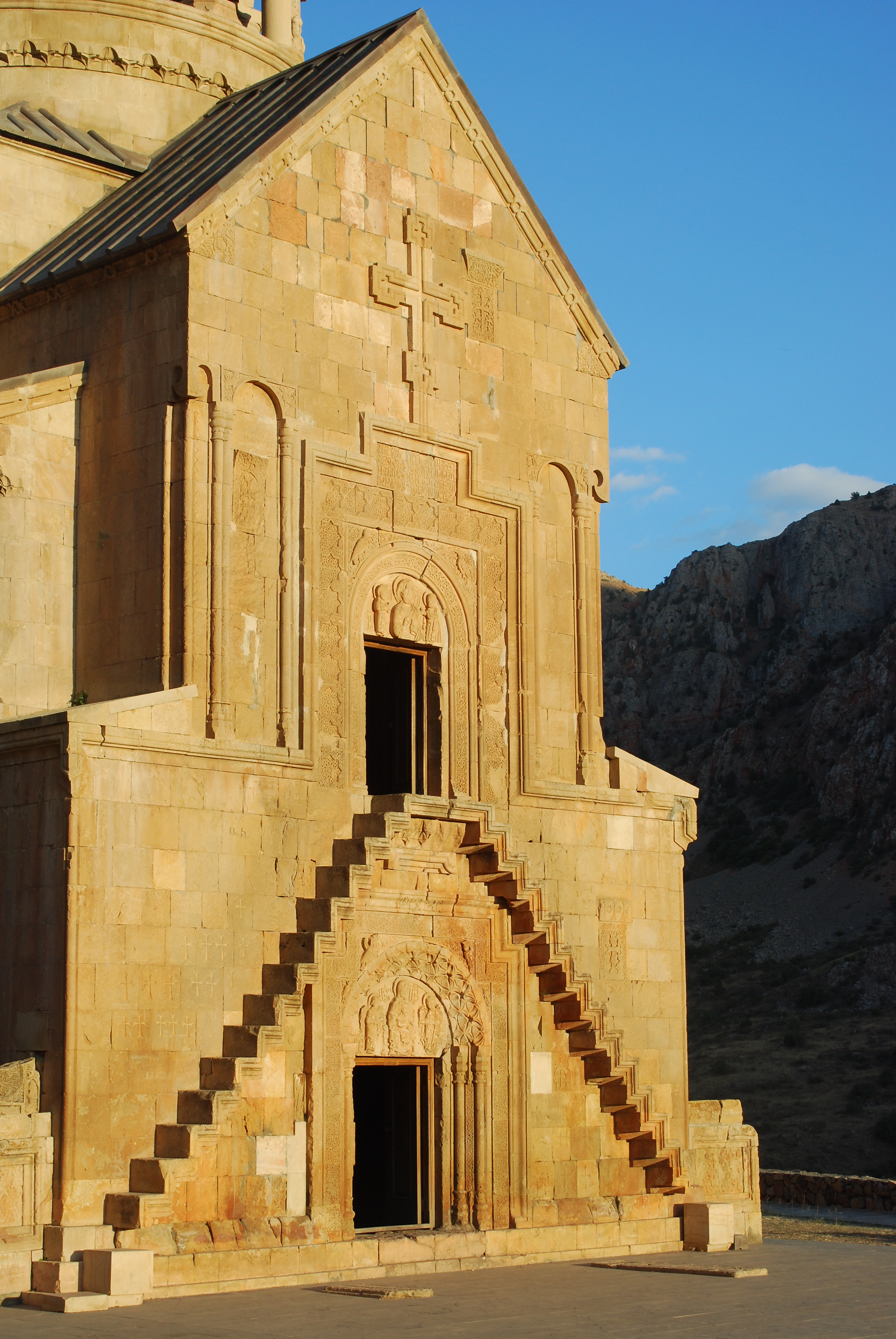
L'ingresso della chiesa di S. Astvatsatsin
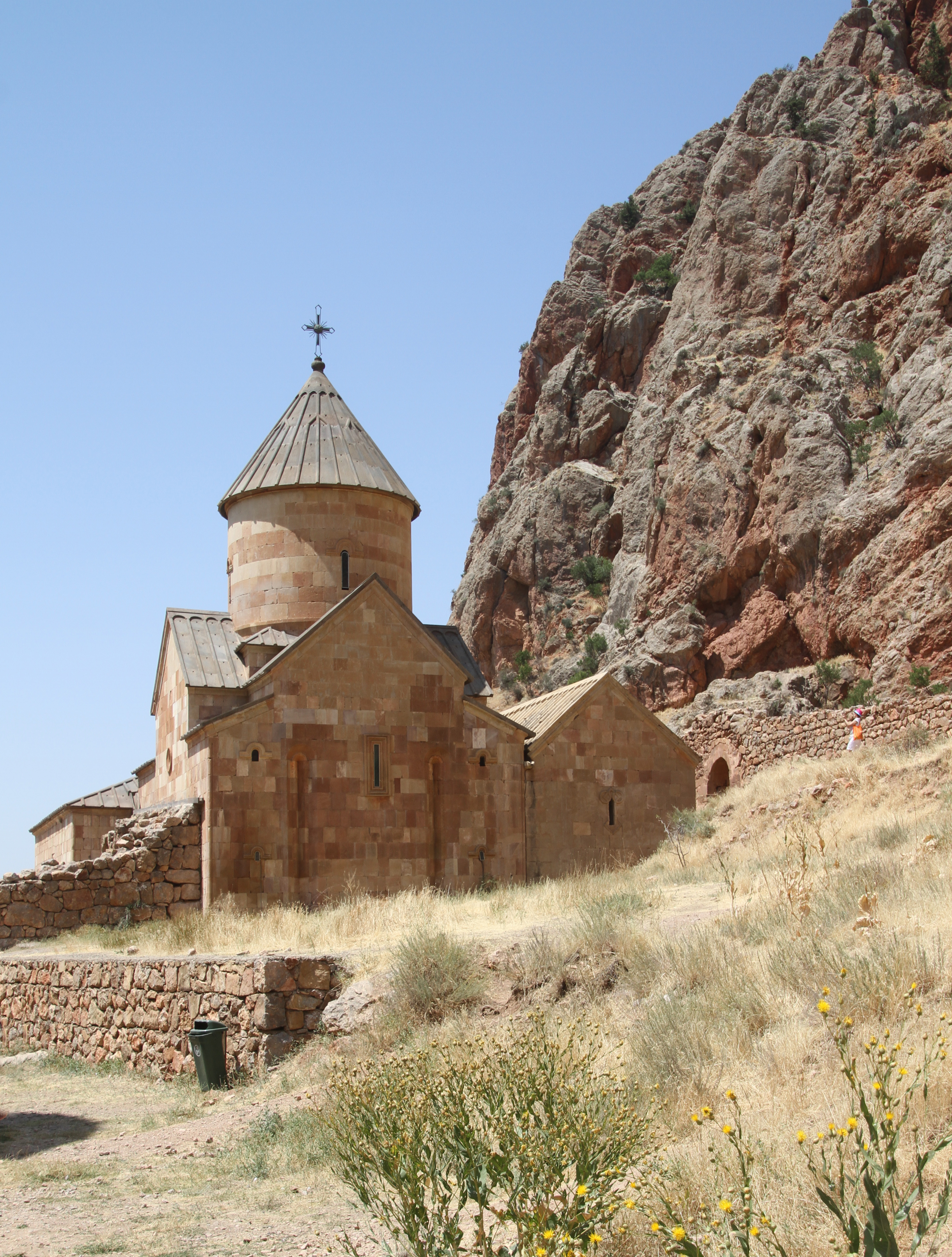
Chiesa di Giovanni Battista
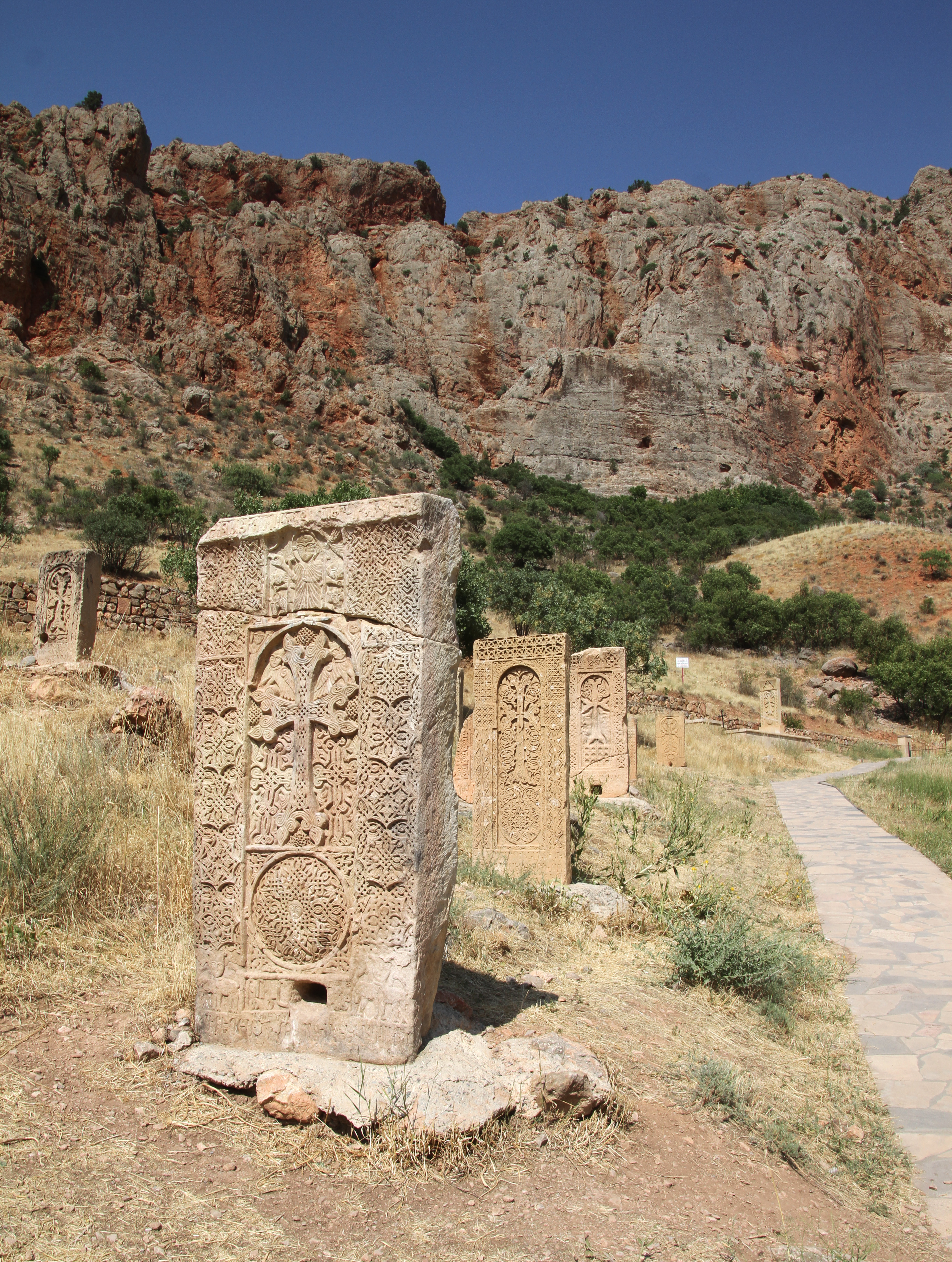
Khachkars
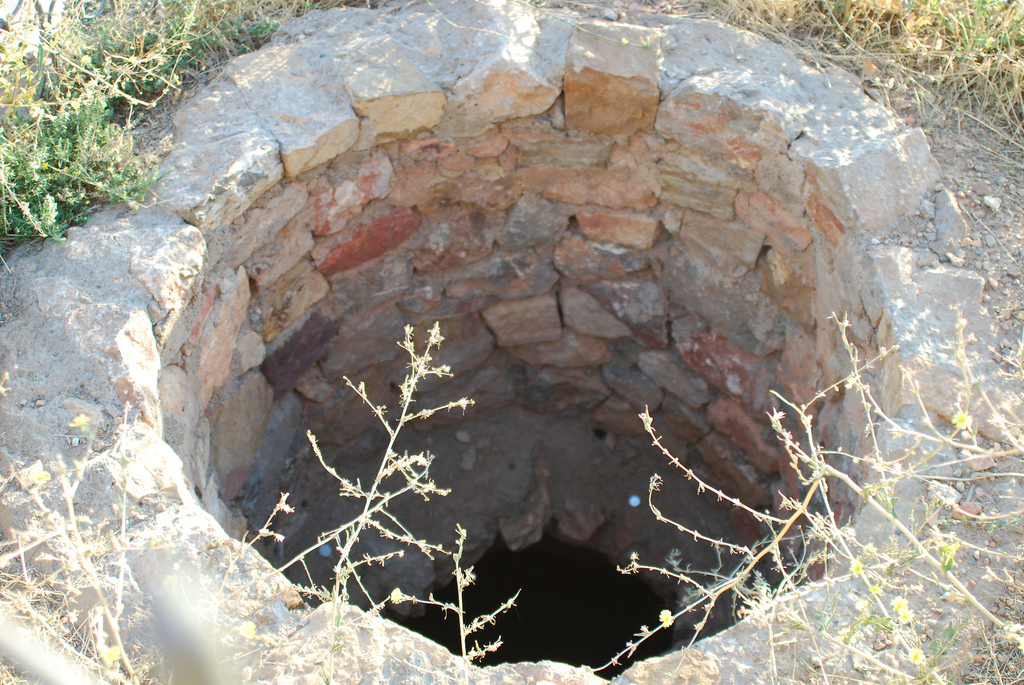
il pozzo
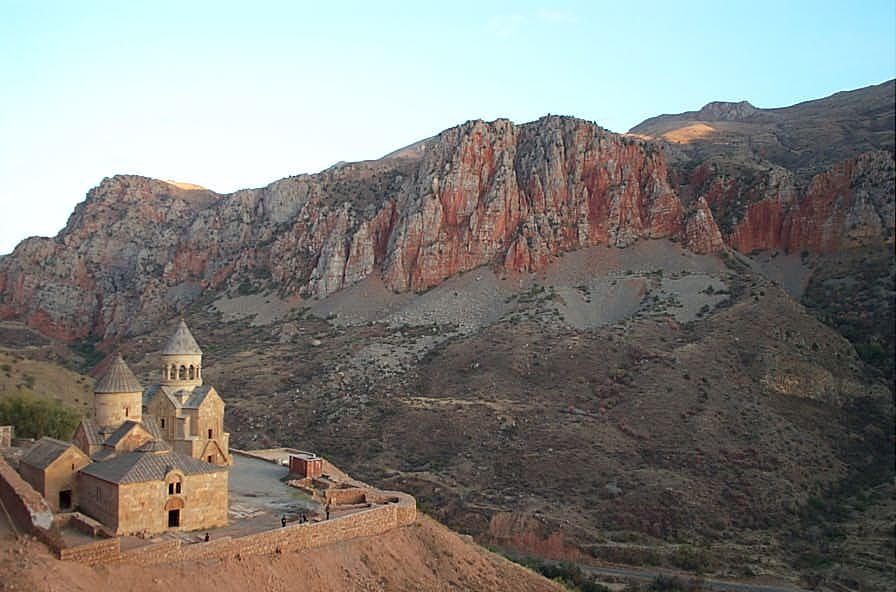
vista aerea